# Гурьев, Александр Владимирович
Александр Владимирович Гурьев (род. 8 января 1958, Череповец, Вологодская область) — советский хоккеист, нападающий. Мастер спорта СССР.

## Биография
Воспитанник череповецкого хоккея. Участник юношеского чемпионата СССР 1972/73 в составе «Металлурга» Череповец. В первенстве РСФСР 1973/74 был в составе «Шексны» Череповец. Играл в чемпионате СССР за «Крылья Советов» (1975/76 — 1983/84). Выступал в первой лиге за «Кристалл» Саратов (1984/85 — 1986/87), во второй за «Металлург» Череповец (1987/88 — 1990/91). В сезоне 1991/92 играл за финский клуб «ТеКи».
Чемпион мира среди молодёжных команд 1978 года. Обладатель Кубка европейских чемпионов (1977).
Детский тренер в московских командах «Северная звезда» (2003—2006), «Созвездие» (2009—2011).